# حزب همبستگی افغانستان
حزب همبستگی افغانستان یک حزب دموکراتیک است که در ۲۹ حمل ۱۳۸۳ (۱۷ آوریل ۲۰۰۴) تحت رهبری جمعی از روشنفکران در کابل تأسیس گردید و از جمله بیش از صد حزب ثبت شده در چهارچوب وزارت عدلیه افغانستان می‌باشد.
حزب همبستگی برای آزادی، استقلال، دموکراسی و عدالت اجتماعی می‌جنگد و افغانستان را کشور اشغال‌شده‌ای می‌داند که یک دولت پوشالی در آن حاکم است. حزب همبستگی بیشتر برای راه‌اندازی راهپیمایی‌های اعتراضی در گوشه و کنار افغانستان و موضعگیری‌های صریح شناخته می‌شود. سیاست‌های قاطع این حزب باعث شده که بارها اعضا و هوادارانش مورد پیگرد و مزاحمت نیروهای امنیتی قرار گرفته، حتی در جوزای ۱۳۹۱ فعالیت آن از سوی دولت افغانستان به حالت تعلیق درآمد، که در اثر اعتراضات گسترده هوادارانش در کشور و نهادهای جهانی مدافع آزادی، دولت وادار به عقب‌نشینی گردید.
فعالیت‌های حزب از طریق حق عضویت اعضا و جمع‌آوری اعانه از هواخواهان و نهادهای همفکر تمویل می‌شود. حزب همبستگی به‌صورت روزافزون در حال رشد است و مرتباً تقاضای عضویت به‌ویژه از جانب جوانانی دریافت می‌دارد که آن را من‌حیث بدیلی برای یک افغانستان شکوفا و آزاد تلقی می‌نمایند.

## اهداف
این حزب اهداف خود را چنین اعلام نموده است:
افغانستان مستقل، آزاد، دموکراتیک و یکپارچه؛ وحدت ملی بر پایه استقرار و تحکیم دموکراسی استوار بر سکیولاریزم؛ تساوی حقوق زن و مرد و تمامی ملیت‌های کشور، مبارزه بر ضد هر نوع بنیادگرایی ارتجاع و مداخلات خارجی؛ خروج فوری نیروهای آمریکایی و ناتو از کشور؛ دفاع از مبارزات آزادیخواهانه و مترقی ملل دربند جهان.
حزب همبستگی افغانستان برای آزادی، استقلال، دموکراسی و عدالت اجتماعی می‌جنگد و افغانستان را کشور اشغال شده می‌پندارد که یک دولت پوشالی در آن حاکم است.

## همبستگی غږ
همبستگی غږ (فریاد همبستگی) ارگان نشریاتی «حزب همبستگی افغانستان» است که بیان‌کننده افکار و خط مشی حزب است. این نشریه بخاطر دادن آگاهی به مردم و تنویر اذهان عامه به نشر می‌رسید که پس از ۱۷ شماره بنا بر مشکلات مالی توقف یافت.
در سال ۱۳۹۰ انتشار مجدد این نشریه به صورت ماهانه و در قطع جیبی از سر گرفته شد که تاکنون منظم به شکل چاپی و دیجیتال انتشار می‌یابد. فایلهای پی.دی. ایف نشریه از طریق سایت حزب قابل دسترسی می‌باشند.

## فعالیت‌ها
این حزب بیشتر در راه‌اندازی تظاهرات وسیع در شهرهای مختلف افغانستان مشهور است. این حزب بیش از هر حزب دیگر افغانستان راهپیمایی‌های خیابانی را راه‌اندازی نموده‌است.

### تظاهرات در اعتراض به حکم اعدام پرویز کامبخش
پرویز کامبخش یک تن از محصلین پوهنحی ژورنالیزم دانشگاه بلخ بخاطر نشر یک مقاله از طرف محکمه بلخ به اعدام محکوم شده بود حزب همبستگی افغانستان که خود را مدافع آزادی بیان می‌داند بخاطر تقبیح این حکم به دفاع از کامبخش راهپیمایی طولانی را براه انداخت و طی یک اعلامیه خواستار لغو این حکم شد.

### تظاهرات به حمایت از زندانیان سیاسی ایران
بتاریخ ۱۹ ثور ۱۳۸۹ حزب همبستگی افغانستان تظاهراتی را در دفاع از زندانیان سیاسی ایران براه انداخت. این تظاهرات بخاطر محکوم کردن اعدام دگراندیشان ایران به دست رژیم ایران براه انداخته شد که نشانگر انترناسیونالیزم است.

### تظاهرات علیه تجاوز پاکستان
به تاریخ ۲۰ سرطان ۱۳۹۰ (۱۱ ژوئیه ۲۰۱۱) حزب همبستگی افغانستان تظاهراتی را در شهر جلال‌آباد سازمان داد. این تظاهرات در عکس‌العمل به مداخلات پاکستان بر خاک افغانستان براه انداخته شده بود که در آن صدها تن از بازماندگان خانوادهای قربانیان راکتهای پاکستان شرکت ورزیده بودند و شعارهای ضد پاکستان و طالبان و آمریکا و جهادیها سر داده شد.

### تظاهرات استقلال خواهی در ننگرهار
حزب همبستگی افغانستان در ۲۸ اسد ۱۳۸۹ تظاهراتی را در شهر جلال‌آباد بخاطر تجلیل از روز استرداد استقلال افغانستان براه انداخت تا به مردم یکبار دیگر بگوید که بدون کسب استقلال رسیدن به صلح، دموکراسی و عدالت ناممکن است.

### تظاهرات علیه کشتار افغان‌ها در ایران
حزب همبستگی افغانستان یکی از منتقدان جدی دولت آخندی ایران است و علیه نقض حقوق پناهندگان افغان در ایران بارها تظاهرات‌های خشماگین را سازمان داده است. حزب همبستگی افغانستان کشتار افغانهای کارگر در خط سرحدی ولایت نیمروز را طی یک راهپیمایی بزرگ شدیداً محکوم کرد و دروازه سفارت ایران را با تخمهای گنده و رنگ سرخ زد. پس از این تظاهرات سفیر ایران حزب همبستگی را تهدید کرد و از دولت کرزی خواهان دستگیری اعضای این حزب شد ولی حزب همبستگی افغانستان با تظاهرات متواتر علیه این رژیم پایداری خود را ثابت کرد.

### تظاهرات به دفاع از زندانیان سیاسی ایران در چهار ولایت
رژیم ایران نه تنها افغانان را زندانی و شکنجه و اعدام می‌کند بلکه آزادیخواهان و مبارزین ایران را نیز همه روزه اعدام می‌کنند و قرار معلومات ایران به سونامی اعدام تبدیل شده که در هر ۸ ساعت یکنفر اعدام می‌شود. زندانهای ایران پر از آزادیخواهان چون نسرین ستوده، هیلا صدیقی، مجید اشرفی، ..... است. حزب همبستگی افغانستان بخاطر دفاع از زندانیان سیاسی و نشان دادن همبستگی به آنان به تاریخ ۹ دلو ۱۳۸۹ در چهار ولایت افغانستان (کابل، هرات، ننگرهار، مزار) تظاهرات را براه انداخت و خواهان رهایی زندانیان سیاسی شد.
در همین روز هسته اروپا حزب همبستگی افغانستان در آلمان تحصن کرد و طی یک اعلامیه خواهان رهایی زندانیان سیاسی شد. منبع

### تظاهرات در تقبیح یک دهه حضور نظامی آمریکا
حزب همبستگی افغانستان یکی از مخالفان جدی حضور نظامی آمریکا و ناتو در افغانستان است و معمولاً سالروز ورود عساکر آمریکایی به افغانستان را من‌حیث روز سیاه محکوم می‌کنند و تظاهراتی در کابل راه انداخته پرچم آمریکا را به آتش می‌کشند.

### تظاهرات در تقبیح لویه جرگه عنعنوی و امضای سند استراتژیک با آمریکا
وقتی دولت افغانستان سند پیمان استراتژیک با آمریکا امضا کرد، حزب همبستگی افغانستان آن را «مادر وطن فروشی» نامید و علیه آن تظاهراتی راه انداخت.

### تظاهرات در تقبیح ۸ و۷ ثور، پیروزی خلقی‌ها و پرچمی‌ها و جهادی‌ها
حزب همبستگی افغانستان هفت و هشت ثور را «لکه‌های ننگ تاریخ» خواند و عاملین کشتار ۷۰۰۰۰ کابلی را «خاینین ملی» نامید و بخاطر محکوم کردن این دو روز تظاهرات ۱۵۰۰ نفری را در کابل راه انداخت که در آن خواهان به محاکمه کشانیدن عاملان کشتار، ویرانی، غارتگری، چور و چپاول، اختطاف… شد.

### حمایت از مقاومت کوبانی
حزب همبستگی با صدور بیانیه و اعلام همبستگی از مبارزان کوبانی به کمپین روز جهانی کوبانی پیوست که ۱ نوامبر را به عنوان روز جهانی حمایت از مقاومت کوبانی در برابر داعش اعلام کرده بود.

### راهپیمایی برای دادخواهی خون جانباخته فرخنده
به تاریخ ۳ حمل ۱۳۹۴، «حزب همبستگی افغانستان» برای دادخواهی خون جانباخته فرخنده راهپیمایی‌ای را در شهر کابل به راه انداخت. این راهپیمایی با فراخوان خانم بلقیس روشن، نماینده پیشین مردم در مجلس سنا و حزب همبستگی برگزار گردیده بود. صدها تن از اعضا و هواداران حزب همبستگی و خانم روشن و دیگر شهریان کابل با اشتراک شان خواهان مجازات عاملان اصلی این فاجعه گردیدند. راهپیمایان با شعار مرکزی «قتل وحشت‌بار فرخنده، ننگ دیگری بر جبین حکومت ترشیده ع و غ!» به جاده‌ها ریخته بودند و شعارهایی چون «قاتلان پلید فرخنده بدون حمایت سرجنایتکاران دست به چنین وحشتی زده نمی‌توانند!»، «فرخنده، در آتش جهل خاینان ملی سوخت!»، «نگذاریم مثل عاملان درجه‌یک فاجعه پغمان، قاتلان اصلی فرخنده از عدالت فرار داده شوند!»، «هموطن، اگر خاموش بنشینی فردا نوبت پرپرشدن خواهر و مادر توست!» «تا جنایتکاران خاین خلع قدرت نشوند، هر روز فرخنده دیگری قربانی خواهد گشت!» و عکس‌های جریان پرپرشدن فرخنده را با خود حمل می‌نمودند. افزون بر آن، معترضان شعارهای «ما خواهان محاکمه قاتلان فرخنده هستیم!» و «فرخنده، شرمنده‌ایم که نجاتت داده نتوانستیم!» را نیز سر دادند. این حزب به تاریخ ۵ حمل ۱۳۹۴ در شهر جلال‌آباد نیز گردهمایی‌ای در همین رابطه برگزار نمودند.

### تئاتر خیابانی و تجمع اعتراضی در تقبیح سیه‌روزهای ۸ و ۷ ثور
اعضا و هواداران «حزب همبستگی افغانستان» به تاریخ ۴ ثور ۱۳۹۴ طی تجمع اعتراضی در کابل سیه‌روزهای ۸ و ۷ ثور را تقبیح کردند. در این تجمع که بیش از ۱۶۰۰ تن در آن اشتراک ورزیده بودند، معترضان با شعار مرکزی «جنایتکاران ۸ و ۷ ثوری را به محاکمه بکشانیم!»، معافیت جنایتکاران این روز شوم و نصب آنان در قدرت را «علت‌العلل فجایع پی فجایع» در کشور نامیدند. آنان پلاکارت‌هایی حمل می‌کردند که روی تعدادی از آن‌ها شعارهای ذیل به چشم می‌خورد: «۸ و ۷ ثور، روزهای شوم و ماتم ملی!»، «انتقام فاجعه کابل را با محاکمه رهبران خاین ۸ ثوری بگیریم!»، «۸ ثور، سیاه‌تر از ۷ ثور!» و «عاملان جنایات ۴ دهه اخیر، مقامات دولت فاسد اند!» و…
معترضان در کنار شعارهای ضد جنایتکاران چهار دهه اخیر، آهنگ‌های اعتراضی «گروه مورچه‌ها» را در همسرایی با هم می‌خواندند. حفیظ راسخ به نمایندگی از «حزب همبستگی» در سخنانش گفت: «دولت وحشت ملی متشکل از چهره‌های عامل بربادی و قساوت چهار دهه اخیر است. هرچند، آنان خود یکدیگر را بخشیده‌اند ولی مردم زجرکشیده افغانستان بخصوص کابلیان توحش این جانیان را هرگز فراموش نخواهند کرد و روزی رسیدنی است که تمام شان زردرو در محکمه مردمی قرار گیرند.»
در آخر این تجمع اعتراضی، جوانان «حزب همبستگی» تئاتر خیابانی را ترتیب داده بودند که دوره‌های خلق-پرچم، تنظیم‌های هفت‌گانه و هشت‌گانه، طالبان، حکومت فعلی و حمایت کنندگان آمریکایی شان را به تصویر می‌کشید. در پایان تئاتر، همهٔ معترضان با کف زدن و مشت‌های گره‌خورده در آهنگ اعتراضی «وضعیت اضطراری» ساخته آهنگساز شهیر یونانی، میکیس تیودراکیس، به جمع بازیگران تئاتر پیوستند.

### تجمع اعتراضی در محکومیت سنگسار رخشانه
امروز جمعه، ۱۵ عقرب ۱۳۹۴، ساعت ۱۰ قبل از ظهر، «حزب همبستگی افغانستان» در جوار سینما پارک واقع شهر نو مظاهره‌ای را در تقبیح سنگسار رخشانه مظلوم راه‌اندازی نمود. در این گردهمایی بیش از ۴۰۰ جوان دختر و پسر با شور تمام مشت گره کردند و با شعارهای تند عوامل بدبختی و سنگسار زنان بیدفاع را محکوم نموده آن را وحشیانه و ننگین خواندند.

### رونمایی منار یادبود فرخنده
۲۷ حوت ۱۳۹۴: اعضا و هواداران «حزب همبستگی افغانستان» به مناسبت سالروز زجرکش شدن فرخنده، «منار یادبود فرخنده» را طی محفلی رونمایی نموده فریاد عدالت‌خواهی زنان افغان برای رهایی از اسارت و مبارزه علیه بنیادگرایی و اشغال را سر دادند.

## تجلیل هشت مارس روز جهانی زن
حزب همبستگی افغانستان بر این گفته که (بدون شرکت فعال زنان هیچ انقلاب به پیروزی نمی‌رسد) سخت معتقد است و کار با زنان را در اولویت کارهایش قرار داده. به همین منظور به تاریخ ۸ مارس ۲۰۱۲ روز جهانی زن را با شرکت بیش از ۲۰۰۰ زن و مرد در کابل طی یک گردهمایی برگزار کرد. این حزب هر سال از این روز تجلیل می‌کند.

## حضور جهانی
نماینده حزب همبستگی افغانستان به کانگرس حزب چپ آلمان دعوت شد و در آنجا سخنرانی ارائه کرد. همچنان نماینده حزب سخنرانی‌ای در کانگرس حزب چپ سویدن داشت
و همچنین نماینده حزب همبستگی افغانستان در کنفرانسی که بتاریخ ۲۸ الی ۲۹ ژانویه ۲۰۱۱ در مورد وضعیت افغانستان در شهر برلین آلمان دایر گردیده بود، بنا به دعوت حزب چپ آلمان شرکت کرد.

## تعلیق فعالیت‌های حزب
در ماه ژوئن ۲۰۱۲ میلادی، حکومت افغانستان فعالیت حزب همبستگی را به حالت تعلیق درآورد. مسئله از آنجا آغاز شد که طرفداران این حزب در تظاهراتی از روزهای هفتم ثور و هشتم ثور که به ترتیب سالگرد به قدرت رسیدن حکومت کمونیستی و مجاهدین است، به عنوان «لکه ننگ» در تاریخ افغانستان یاد کرده و با سر دادن شعارهایی علیه رهبران جهادی، خواستار به محاکمه کشانیدن کسانی شدند که آن‌ها را «مجرمین» جنگی می‌خواندند. تظاهرات حزب همبستگی در کابل جنگسالاران و دولت کرزی را به عکس‌العمل شدید مجبور نمود. مجلس سنای افغانستان این حزب را به سارنوالی (دادستانی) معرفی کرد و خواهان تعلیق فعالیت‌های این حزب گردیدند.
پس از اعتراضات گسترده نهادهای و بنیادهای مدافع آزادی و بشردوست دولت از موضع خود (تعلیق حزب همبستگی) عقب‌نشینی و از به تعلیق درآوردن فعالیت‌های حزب منکر شد.

## جانباختگان
لعل محمد از مؤسسین و عضو شورای اجرائیه حزب همبستگی افغانستان بود به تاریخ ۱۶ حمل ۱۳۸۴ به وسیلهٔ گروهی از طالبان مسلح محاصره گردید و لعل محمد را با خود برده در نزدیکی ولسوالی با ضربات کارد به قتل رسانیدند.
چندین تن از اعضای برجسته دیگر این حزب مخصوصاً در ولایت فراه در غرب افغانستان توسط طالبان به قتل رسیده‌اند. از این جمله می‌توان از سیدشیرآغا منیری، فریده احمدی و نوراحمد نام برد.

## پیوندها
- سایت حزب همبستگی افغانستان افغانستان
- حزب همبستگی افغانستان در فیس بوک[پیوند مرده]
- صفحه نشرات و ماهنامه «همبستگی» در فیس بوک
- حزب همبستگی افغانستان در یوتیوب
- حزب همبستگی افغانستان در تویتر
- http://www.facebook.com/Afghanistan.Solidarity.Party